# Manzana (Einheit)
Manzana ist ein Flächenmaß in Mittelamerika und stellt die gesetzlich festgelegte Einheit für die Angabe der Fläche von Grund- und Flurstücken dar.
- 1 Manzana = 69,8737 Ar.

In Guatemala bezeichnet 
- 1 Manzana = 10,000 Quadrat-Varas (Quadrat-Ellen).
- 64 Manzanas = 1 Caballería[2] = 4.471,91 Ar
- Bolivien: 1 Manzana de azucar (Zucker-Manzana) = 7.056 Quadratmeter[3]